# Oldendorf (Luhe)
 For alternative betydninger, se Oldendorf. (Se også artikler, som begynder med Oldendorf)
Oldendorf (Luhe) er en kommune i Landkreis Lüneburg i den tyske delstat Niedersachsen, og er en del af Samtgemeinde Amelinghausen.

## Geografi
Betzendorf ligger mellem Naturparkerne Lüneburger Heide og Elbufer Drawehn ved floden Luhe der løber gennem kommunen fra syd mod nord.

## Inddeling
I kommunen ligger landsbyerne
- Oldendorf/Luhe
- Wohlenbüttel
- Marxen am Berge
- Wetzen